# Міст Султана Селіма Явуза
Міст Султана Селіма Явуза (тур. Yavuz Sultan Selim Köprüsü), також Третій Босфорський міст (тур. Üçüncü Boğaz Köprüsü) — міст через Босфор, розташований на півночі Стамбулу, Туреччина, практично в гирлі Босфору, біля берега Чорного моря. На момент відкриття він став найширшим та найвищим мостом у світі. Він також посідає 9-е місце у світі за довжиною основного прольоту.

## Історія
Проект мосту розробив французький інженер Мішель Вірложе (Michel Virlogeux) разом з інженерною фірмою Jean-François Klein з Женеви (Швейцарія). Початок виконання проекту був запланований турецьким урядом на січень 2012. Крайній термін подачі заявок на виконання будівельних робіт сплив 10 січня 2012 р. Однак не було представлено ніяких пропозицій через відсутність фінансування проекту. Договір на будівництво був укладений тільки 31 жовтня 2012 року.
Будівництво розпочато 29 травня 2013 року — в річницю завоювання Константинополя у фундамент майбутнього мосту було офіційно закладено перший камінь.
Загальне керівництво проектом здійснювали турецька фірма IC İçtaş та італійська Astaldi. Головними підрядниками були південнокорейські підприємства Hyundai Engineering & Construction та SK Engineering & Construction J. V., а серед субпідрядників — чисельні турецькі фірми. Монтаж основних елементів виконав румунський плавучий кран великої вантажопідйомності GSP Neptun.
Загальна вартість проекту і будівництва (точно невідома) коливається від $2,5 млрд до $4,5 млрд.
Урочисте відкриття мосту — 26 серпня 2016. Початок регулярного руху — 27 серпня 2016
Перші п'ять днів проїзд по мосту був безплатний. З 1 вересня 2016 ціна проїзду для приватного транспорту 9.90 турецьких лір (прибл. 3 дол. США).

## Значення
Міст має комбіновану конструкцію — вантово-підвісний. Загальна довжина мосту — 2164 м, довжина основного прогону — 1408 м. Міст має вісім швидкісних смуг руху і двоколійну залізницю (європейська колія). Пішохідний рух заборонений. Це найширший у світі міст, а також найдовший у світі підвісний міст із залізничними коліями. Висота пілона, встановленого у селищі Гаріпче — 322 м, висота іншого пілона, що у районі Пойразкей — 318 метрів. Міст також є найвищим у світі по висоті мостових опор.
Залізниця, яка перетинає міст, пройде від Едірне, через Ізміт до Стамбулу, крім цього коліями прямуватимуть потяги метро, а також зв'яже аеропорти Міжнародний аеропорт Ататюрк, Стамбул-Сабіха Гекчен та Новий аеропорт Стамбулу.
Міст з'єднує райони Стамбула Гаріпче (європейська сторона) та Пойразкей (азійська сторона). Є частиною споруджуваної Північно-Мармурової автостради, надалі буде інтегрована з чинною чорноморською прибережною автострадою, і дозволить транзит трафіку в обхід міського руху.
Міст названо на честь османського султана Селіма I Явуза (1465—1520).